# Thaur
Thaur is een gemeente in het district Innsbruck Land van de Oostenrijkse deelstaat Tirol met 3504 in 2003.
Thaur ligt aan de oostelijke voet van de Inndalketen van het Karwendelgebergte, grotendeels ten noorden van de oude dorpsstraat tussen Innsbruck en Hall in Tirol. Thaur is een van de MARTHA-dorpen (Mühlau, Arzl, Rum, Thaur en Absam). Ten zuiden van de Oostenrijkse rijksweg B171 ligt een industriegebied, direct grenzend aan Hall. Van economisch belang is ook de groenteteelt in de omliggende landerijen. Als gevolg van de nabijheid van de deelstaatshoofdstad Innsbruck heeft Thaur een grote bevolkingsgroei moeten ondergaan, maar het karakteristieke agrarische karakter van de dorpskern heeft de tand des tijds goed doorstaan.

## Geschiedenis
Een urnenveld uit de bronstijd wijst erop dat het gebied rondom Thaur reeds rond 1000 v.Chr. bewoond was. De naam Thaur stamt waarschijnlijk uit het Illyrisch en betekent rots. In 827 werd Thaur voor het eerst officieel in een document vermeld als Taurane. In de Middeleeuwen vormde zoutwinning, evenals in het naburige Hall, een belangrijke bron van inkomsten. De burcht van Thaur werd in de 13e eeuw uitgebreid en werd een rechtbank. Na een brand en een allesverwoestende aardbeving zijn van dit gebouw enkel nog ruïnes overgebleven. In de gemeente zijn nu nog vijf kerken te vinden. De belangrijkste daarvan is de in Barokke stijl opgetrokken bedevaartskerk Romedikirchl die boven het dorp ligt.
De op 1700 meter hoogte gelegen Kaisersäule (lett. keizerzuil) herinnert aan het bezoek van keizer Frans I van Oostenrijk op 22 oktober 1815.